# Brent Smith
Brent Smith (ur. 10 stycznia 1978 w Knoxville w stanie Tennessee) – amerykański wokalista. Od 2001 roku członek i współzałożyciel grupy muzycznej Shinedown. Smith współpracował ponadto z grupami muzycznymi Saliva i Daughtry. W 2010 roku wystąpił gościnnie na płycie formacji Apocalyptica pt. 7th Symphony.
Przez wiele lat wokalista cierpiał na uzależnienie od kokainy i oksykodonu. Jako powód odrzucenia narkotyków Smith wymienił narodziny syna o imieniu Lyric.
Brent Smith posiada nieczęsto spotykaną u wokalistów rockowych trzystopniową skalę głosu - od basu (E2) do tenoru (D5).

## Dyskografia
Single
| Tytuł                                                    | Rok  | Pozycja na liście | Album        |
| Tytuł                                                    | Rok  | FIN               | Album        |
| -------------------------------------------------------- | ---- | ----------------- | ------------ |
| „Not Strong Enough” (Apocalyptica featuring Brent Smith) | 2011 | 16                | 7th Symphony |

Inne
| Album                             | Rok  | Uwagi                                            | Źródło |
| --------------------------------- | ---- | ------------------------------------------------ | ------ |
| Daughtry – Daughtry               | 2006 | gościnnie śpiew w utworze „There And Back Again” | [ 6 ]  |
| Saliva – Cinco Diablo             | 2008 | gościnnie śpiew w utworze „My Own Worst Enemy”   | [ 7 ]  |
| Apocalyptica – 7th Symphony       | 2010 | gościnnie śpiew w utworze „Not Strong Enough”    | [ 8 ]  |
| The Smoking Mirrors – Be the Hero | 2010 | gościnnie śpiew w utworze „Let's Start A Fight”  | [ 9 ]  |
| In This Moment – Black Widow      | 2014 | gościnnie śpiew w utworze „Sexual Hallucination” | [ 10 ] |